# Province d'Almería
 (janvier 2025).
Si vous disposez d'ouvrages ou d'articles de référence ou si vous connaissez des sites web de qualité traitant du thème abordé ici, merci de compléter l'article en donnant les références utiles à sa vérifiabilité et en les liant à la section « Notes et références ».
La province d'Almería ou la province d'Almérie, est la plus orientale des huit provinces de la communauté autonome d'Andalousie, en Espagne. Sa capitale est la ville d'Almería.
Le code ISO 3166-2 de la province d'Almería est ES-AL.

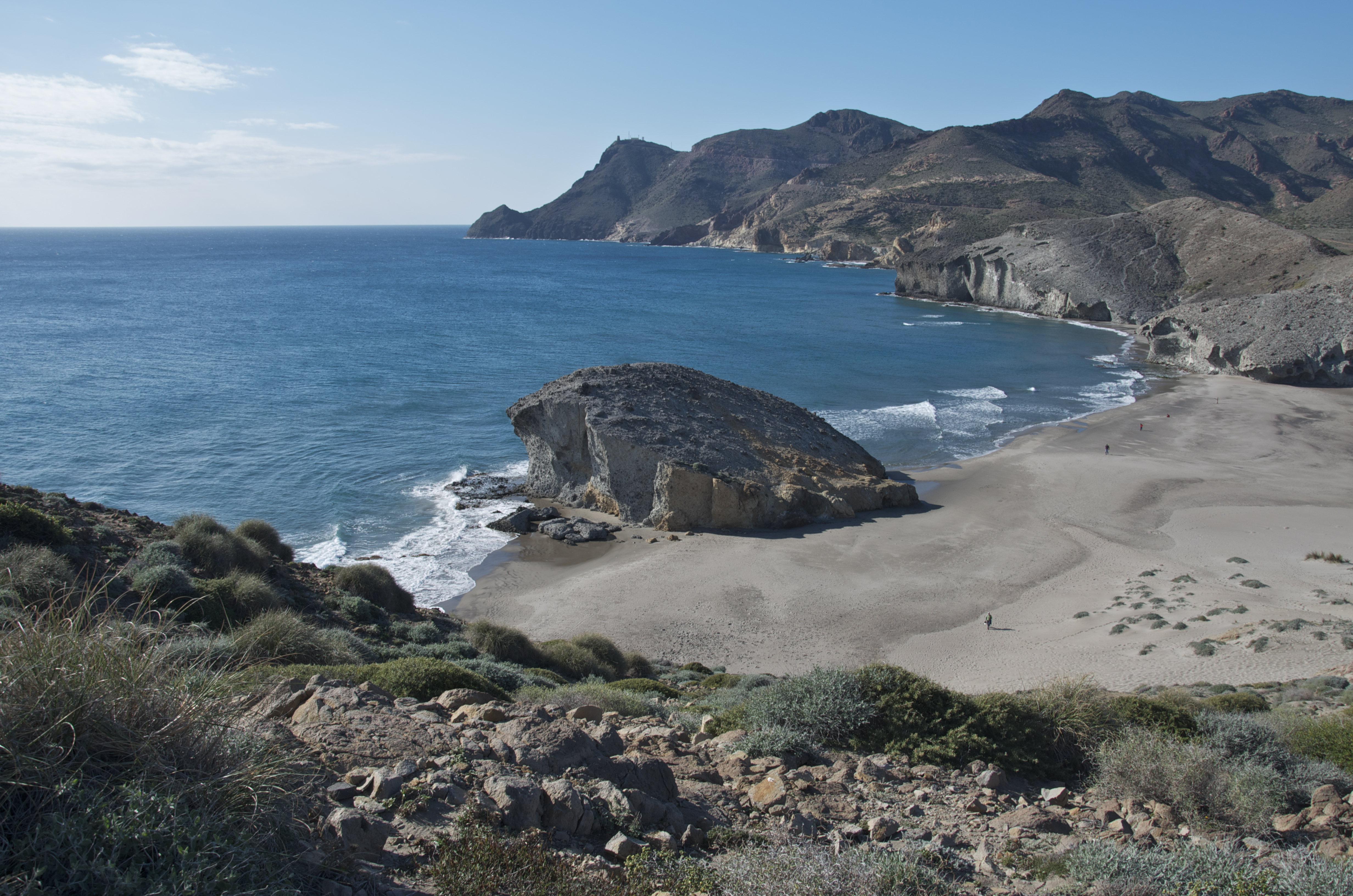
Vue de la plage de Mónsul, Parc naturel de Cabo de Gata-Níjar.

Elle est connue pour son extrême aridité, cette région figure parmi les rares contrées désertiques d'Europe (en particulier le désert de Tabernas), ce qui fit d'elle un lieu privilégié du cinéma pour certains tournages de films renommés tels que westerns spaghetti durant les années 1960 et 1970 en raison de sa similarité au Far-West américain. Almería attire un grand nombre d'immigrés qui veulent travailler dans l'agriculture « sous serre » qui s'est développée surtout autour d'El Ejido.
Malgré la proximité de la mer Méditerranée, le cabo de Gata, à 30 km d'Almeria, subit les conséquences d'un microclimat qui en fait le point le plus chaud et le plus aride du pays et d'Europe. Dunes miniatures, falaises de basalte, marais salants et plages s'y déploient sur des dizaines de kilomètres autour d'un domaine aménagé depuis 1987 en parc naturel (3 700 ha). La Sierra de Gata, quasiment désertique, connait 3 000 heures d'ensoleillement par an et reçoit moins de 200 mm de pluie par an. Accablés de chaleur, ces paysages grandioses sont érodés par le vent.
Almería attire aussi beaucoup les touristes européens qui profitent du climat doux et des belles plages de la région.
Une grande partie de la province est menacée par la désertification en raison de certaines pratiques de l'agriculture intensive, du déboisement et du réchauffement climatique. Les immenses serres de tomates sont un des exemples les plus critiques de désertification, selon Gabriel del Barrio, chercheur à la Station expérimentale de zones arides à Almería, car les aquifères s’y rechargent en eau beaucoup plus lentement qu’on ne la pompe. « Quand la province d’Almería obtient un nouveau quota d’eau provenant du canal Tajo-Segura, celui-ci n’est pas utilisé pour alléger le déficit hydrique mais pour mettre davantage de serres en fonctionnement ! La dégradation que cela cause sera irrécupérable dans le futur : on aura un paysage lunaire pour des siècles. »